# Aeroportul Angama Mara
Aeroportul Angama Mara (IATA: ANA) este un aeroport din Kaunti ya Narok⁠(d), Kenya.
aeroportul dispune de o singură pistă.